# 500 до н. е.

## Події
- Розпочалося Іонійське повстання — грецькі поліси підняли повстання проти перського панування. Його вважають початком греко-перських воєн[1][2].
- Есхіл уперше взяв участь у змаганні трагіків.

## Померли
- Маній Туллій Лонг — політичний, державний та військовий діяч часів ранньої Римської республіки, консул 500 року до н. е. Помер, впавши з колісниці під час подячного свята, влаштованого з нагоди покарання змовників — прихильників Тарквінія Гордого.[3][4]